# 怀头鲇
怀头鲇（学名：Silurus soldatovi）为鲇科鲇属的鱼类，為溫帶淡水魚。在中国，分布于辽河、黑龙江水系等，體長可達400公分(4公尺)，重達40公斤，棲息在底層水域，生活習性不明，是世界上最大的淡水魚之一以及世界最大的鯰魚之一，體型可與近親歐鯰媲美，則琵琶湖鯰略小於怀头鲇和歐鯰，與歐鯰有些相似。该物种的模式产地在黑龙江。